# Moretia sinophthalma
Moretia sinophthalma är en tvåvingeart som beskrevs av Robineau-desvoidy 1863. Moretia sinophthalma ingår i släktet Moretia och familjen parasitflugor.
Artens utbredningsområde är Frankrike. Inga underarter finns listade i Catalogue of Life.